# Scotorythra leptias
Scotorythra leptias är en fjärilsart som beskrevs av Edward Meyrick 1899. Scotorythra leptias ingår i släktet Scotorythra och familjen mätare. Inga underarter finns listade.